# Pediasia agnaki
Pediasia agnaki là một loài bướm đêm trong họ Crambidae.